# Fauzi Arap
Fauzi Arap (São Paulo,29 de janeiro de 1938 — São Paulo, 5 de dezembro de 2013) foi um diretor, autor e ator de teatro brasileiro.

## Vida e obra
Formou-se em engenharia civil, mas começou a se dedicar ao teatro já no fim dos anos 50, como ator. Participou da fase amadora do Teatro Oficina, e integrou a primeira montagem profissional do grupo: A Vida Impressa em Dólar, com texto de Clifford Odets e direção de José Celso Martinez Corrêa, em 1961. Pelo seu desempenho, recebeu os prêmios Saci e Governador do Estado de melhor ator coadjuvante. No mesmo ano, atuou em José do Parto à Sepultura, de Augusto Boal, com direção de Antônio Abujamra.
Além do Oficina, atuou em montagens do Teatro de Arena, entre elas A Mandrágora, de Maquiavel, em 1962.
Estreou como diretor em 1965, levando ao palco o texto Perto do Coração Selvagem, adaptado da obra de Clarice Lispector. Em 1967, dirigiu Dois Perdidos Numa Noite Suja, de Plínio Marcos, dividindo o palco com Nelson Xavier. No ano seguinte, foi convidado por Tônia Carrero para dirigir Navalha na Carne, também de Plínio Marcos. 
Como diretor, apresentou ao público autores como Antônio Bivar (em Abre a Janela e Deixa Entrar o Ar Puro e o Sol da Manhã, com o Teatro Maria Della Costa, em 1968) e José Vicente (O Assalto, 1969).
Também dirigiu shows musicais de artistas como Marlene. Ajudou a projetar Maria Bethânia, dirigindo o seu primeiro show, Rosa dos Ventos, de 1971.
Em 1975 estreou como autor, com a peça Pano de Boca. Dois anos depois, recebeu o Prêmio Molière de melhor autor por O Amor do Não. Em 1983 conquistou o Prêmio Mambembe de melhor autor por Quase 84.
Trabalhou também como terapeuta voluntário na Casa das Palmeiras, centro psiquiátrico anticonvencional dirigido por Nise da Silveira. Publicou em 1998 a sua autobiografia, Mare Nostrum - Sonhos, Viagens e Outros Caminhos.
Faleceu na madrugada de 5 de dezembro de 2013 aos 75 anos em sua casa no bairro Paraíso em São Paulo, ele sofria de câncer que começou na bexiga e se espalhou.

## Principais trabalhos

### Autoria
- 1975 - Pano de Boca
- 1977 - O Amor do Não
- 1977 - Um Ponto de Luz
- 1979 - Mocinhos Bandidos
- 1979 - Sol no Olho
- 1980 - Parabéns pra Você
- 1981 - The Brazilian Tropical Super Star
- 1983 - Quase 84
- 1987 - Projeto T.A.R.Ô. Rosa dos Ventos
- 1988 - Às Margens do Ipiranga
- 1988 - Risco e Paixão
- 1989 - Além do Círculo
- 1991 - A História Acabou
- 2003 - O Mundo É um Moinho
- 2005 - Chega de História
- 2007 - Chorinho

### Direção
- 1961 - São Paulo -   O Balanço
- 1965 - São Paulo -  Perto do Coração Selvagem
- 1967 - Rio de Janeiro -  Dois Perdidos Numa Noite Suja
- 1967 - São Paulo -  Santidade
- 1968 - Rio de Janeiro -  Navalha na Carne
- 1968 - São Paulo -  Abre a Janela e Deixa Entrar o Ar Puro e o Sol da Manhã
- 1969 - Rio de Janeiro -  Falando de Rosas
- 1969 - Rio de Janeiro -  O Assalto
- 1969 - São Paulo -  Falando de Rosas
- 1970 - São Paulo -  Seu Tipo Inesquecível
- 1970 - Rio de Janeiro -  Macbeth
- 1971 - Rio de Janeiro -  Rosa dos Ventos. Show Encantado
- 1974 - Rio de Janeiro -  A Cena Muda - Show de Maria Bethânia
- 1976 - São Paulo -  Pano de Boca
- 1977 - São Paulo -  O Amor do Não
- 1977 - São Paulo -  Um Ponto de Luz
- 1977 - Rio de Janeiro -  Pássaro da Manhã
- 1979 - Rio de Janeiro -  Maria Bethania
- 1979 - São Paulo -  Mocinhos Bandidos
- 1980 - São Paulo -  Abajur Lilás
- 1980 - Campinas -  O Abajur Lilás
- 1981 - Rio de Janeiro -  Estranha Forma de Vida
- 1986 - São Paulo -  Uma Lição Longe Demais
- 1987 - São Paulo -  Dois Perdidos Numa Noite Suja
- 1988 - São Paulo -  Às Margens do Ipiranga
- 1991 - São Paulo -  A História Acabou
- 1993 - São Paulo -  Retrato Falado
- 1994 - São Paulo -  Adorável Desgraçada
- 1995 - São Paulo -  A Quarta Estação
- 1996 - São Paulo -  Perdidos na Praia
- 1996 - São Paulo -  Frida Kahlo
- 1997 - São Paulo -  Caixa 2
- 1998 - São Paulo -  Santidade
- 2002 - São Paulo -  Deve Ser do C... o Carnaval em Bonifácio
- 2003 - São Paulo -  O Mundo É um Moinho
- 2005 - São Paulo -  Chega de História
- 2006 - São Paulo -  Kerouac
- 2007 - São Paulo -  Chorinho[6]